# 永州职业技术学院
26°16′01″N 111°38′05″E / 26.266941°N 111.634827°E
永州职业技术学院位于湖南省永州市，是湖南省一所高等专科大学。

## 历史
2000年7月，永州职业技术学院建立，它的前身是位于芝山区（今冷水滩区）的零陵卫生学校和零陵区的零陵农业学校。2003年6月经湖南省人民政府批准，将原零陵商校、零陵师范、零陵工校三所普通中专成建制并入。:529-530

## 院系设置
学院设有以下院系（2019年7月）：
- 护理系
- 临床医学系
- 医学影像和医学技术系
- 药学系
- 基础医学部
- 财经系
- 计算机系
- 机械工程系
- 外语人文教育系
- 建筑工程系
- 生物科学技术系
- 旅游管理系
- 汽车技术系
- 公共课部
- 思政部

## 校训
笃学守信、志存高远

## 荣誉
学院先后荣获全国职业教育先进单位、全国高职高专人才培养水平评估优秀学院、国家教学成果一等奖、湖南省文明高校、湖南省职业教育先进单位、湖南省普通高校就业工作先进单位、湖南省普通高等学校党建工作先进单位等20多项重大荣誉。2010年10月，学院顺利通过国家示范性高等职业院校验收，被确定为国家示范性高等职业院校，跻身全国高职院校100强。